# シャウト!!!
「シャウト!!!」は、日本の女性アイドルグループ・アイドリング!!!の楽曲。2013年11月13日にポニーキャニオンからリリースした、通算21枚目のシングル。楽曲は、ソングライター・コバヤシユウジ、加賀爪タッドが制作した。

## 背景・制作
前作「サマーライオン」から3ヶ月後に発表した21stシングル。また、翌年にグループを卒業する、リーダー 遠藤舞が参加した最後のシングル作品でもある。
2013年8月に、アイドリング!!!から派生した新ユニット・アイドリングNEO（後にNEO from アイドリング!!!に改称）のデビューシングル「mero mero」と、後述するCD売上げ対決が企画されたため、同ユニットを兼任する伊藤祐奈・後藤郁・古橋舞悠・関谷真由・橋本瑠果・佐藤麗奈・佐藤ミケーラ倭子の7名は、本作に関わらない18人編成で収録された。
表題曲
表題曲の制作は、後の派生ユニット・HIP♡ATTACKの楽曲「太陽のサマサマデイズ」などを制作したコバヤシユウジ（小林祐二）が担当し、前作のc/w曲に関わったシンガーソングライター・MEG.ME（作詞）や、BLACK VELVETのギタリスト・加賀爪TADD（作曲）等と共作した。サウンドは、高速BPMとディストーションによる演出などの特徴がある。楽曲は、翌年にリリースする6thアルバム『ロデオマシーン』に、イントロをリミックスしたアルバムバージョンが再録されている。
メインボーカル
前作に続きメインボーカル制を採用。出演するレギュラー番組『アイドリング!!!』内で本年度、特に活躍著しいと判断されたメンバー 酒井瞳・朝日奈央・菊地亜美・橋本楓・玉川来夢が選出された。その中から菊地が、楽曲のダンスフォーメーションおよびアートワークのセンターポジションに据えられている。
カップリング曲
「I'd Ring」は、前作「サマーライオン」に続きソングライター・SAKRAが担当、「Only One」は、元スピカのギタリスト・ハマサキユウジ（浜崎裕司）が制作した。
収録メンバー
c/w「Only One」はユニット曲として、アイドリング!!!1期生（1st Idoling!!!）が選抜された。
| 楽曲            | 形態           | メンバー |
| --------------- | -------------- | --- |
| 「シャウト!!!」 | 全形態共通     | 遠藤舞・外岡えりか・横山ルリカ・河村唯・長野せりな・酒井瞳・朝日奈央・菊地亜美・三宅ひとみ・橘ゆりか・大川藍・橋本楓・倉田瑠夏・尾島知佳・高橋胡桃・石田佳蓮・玉川来夢・清久レイア |
| 「I'd Ring」    | 初回盤A 通常盤 | 同上 |
| 「Only One」    | 初回盤B        | 遠藤舞・外岡えりか・横山ルリカ |

## リリース
シングルCDは、初回盤A・B、通常盤の3形態でリリース。初回盤AにはDVDとトレーディングカードA（全18種の内ランダム1枚）、初回盤BにはBlu-ray Disc、通常盤の初回生産分にはトレーディングカードB（全18種の内ランダム1枚）の封入特典が付く。また、全形態の初回生産分に「イベント参加券」が封入されている。ほか、イベント会場のみで、ミュージック・カードが販売された。

## プロモーション
楽曲のプロモーションで、以下のメディアに出演した。
テレビ番組
- 魁!音楽番付〜EIGHT〜（2013年10月30日、フジテレビ）
- 青木隆治のエンタメまるっとLIVE（2013年11月11日、NOTTV1）
- ゴゴスマ -GO GO!Smile!-（2013年11月13日、CBCテレビ）
- BOMBER-E I-ナイト（2013年12月17日、メ〜テレ）

ラジオ番組
- リッスン? 〜Live 4 Life〜（2013年10月31日、文化放送）
- 〜IDOL SHOWCASE〜 i-BAN!!（2013年11月10日、NACK5）
- ミュ〜コミ+プラス（2013年11月12日、ニッポン放送）
- SUPER RADIO MONSTER ラジ★ゴン（2013年11月13日、FM福岡）
- ロジャー大葉のラジオな気分（2013年11月13日、TBCラジオ）

主催イベント
発売記念の握手会イベントが、以下の日時・場所で実施された。
「シャウト!!!」発売記念 握手会 
- 2013年10月20日 ベルサール原宿
- 2013年10月26・27日 横浜赤レンガ倉庫ホール
- 2013年11月2・3日 六本木 泉ガーデンギャラリー
- 2013年11月10日 HMV大宮アルシェ店

対決企画
2013年8月29日に、グループの冠番組『アイドリング!!!(地上波版)』で楽曲の発売決定がアナウンスされ、同年7月に加入したメンバーの新ユニット・アイドリングNEO（後にNEO from アイドリング!!!に改称）のデビューシングル「mero mero」と、同日発売される本作との売り上げ枚数の競争を行い、敗者には過酷な罰ゲームが課せられるという連動企画が行われた。
スタンプラリーキャンペーン
スマートフォン用アプリ「Stac（スタック）」を利用したスタンプラリーが展開され、レギュラー番組『アイドリング!!!』の番組観覧に応募資格などの特典キャンペーンを実施した。これは、上述の対決企画とも連動している。

## アートワーク
ジャケット写真の割り振りは以下の通り。各形態ともメインボーカルのメンバー5人が最前列に据えられている。衣装は、赤と黒を基調とした配色となっている。
| 形態    | メンバー                                                                     |
| ------- | ---------------------------------------------------------------------------- |
| 全形態  | 酒井瞳・朝日奈央・菊地亜美・橋本楓・玉川来夢                                 |
| 初回盤A | （外岡えりか・河村唯・三宅ひとみ・大川藍・尾島知佳・石田佳蓮）               |
| 初回盤B | （遠藤舞・横山ルリカ・長野せりな・橘ゆりか・倉田瑠夏・高橋胡桃・清久レイア） |
| 通常盤  | 上記メンバー18名                                                             |

## チャート成績
オリコンウィークリーシングルランキングでは6位、Billboard JAPANでは5位を記録した。
上述したアイドリングNEOデビューシングルとの売上対決で「mero mero」がランキング14位だったため勝利し、アイドリングNEOは公約通り罰ゲームを実施した。罰ゲーム映像は、アイドリングNEOの2ndシングル「Sakuraホライズン」TYPE-Bに付属するBlu-ray Discに、ミュージック・ビデオ「mero mero（ムキムキver.）」として収録されている。

## ミュージック・ビデオ
リリースに先行して、楽曲の1コーラスバージョンがYouTubeで無料公開された。初回盤A・Bに付属するDVDやBDには、本編を含む2種のバージョンが収録されている。
劇中では、衣装にも共通する「赤」と「黒」を基調としている。そして上記の対決を意識し、アイドリングNEOを年少者に見立てて、アイドリング!!!は「大人の妖艶な魅力で迎撃しノックアウトする」という暗示も込められた、ロックテイストな演出がされている。

## ライブ・パフォーマンス
発売記念イベントを兼ねたミニライブが、以下の日時・場所で実施された。
「シャウト!!!」発売記念イベント 
- 2013年11月12日 ダイバーシティ東京 プラザ 2Fフェスティバル広場 /
- 2013年11月13日 福岡市イオンモール香椎浜 1Fセントラルコート / イオンモールナゴヤドーム前 1Fセントラルコート / イオンモール名取 1Fイーストウイング
- 2013年11月14日 池袋サンシャインシティ 噴水広場
- 2013年11月16日 大阪市あべのマーケットパークキューズモール 噴水広場
- 2013年11月17日 東京ドームシティ ラクーアガーデンステージ

ライブイベント
収録曲は、以下のイベント等でライブ披露された。
- ニコはちライブ（2013年10月19日ほか、六本木ニコファーレ）
- ヤマダ電機 家電フェア2013（2013年11月24日、グリーンドーム前橋）
- 『BOMBER-E I-ナイト』スタジオライブ（2013年11月26日収録、メ〜テレBスタジオ）
- 東京モーターショー2013（2013年11月26・27日、東京ビッグサイト）
- アイドリング!!!13th LIVE 史上最大!25人の大作戦グ!!! 晴れ、時々神（ゴッド）（2013年12月8日、中野サンプラザ）

## メディアでの使用
表題曲は以下のメディアで使用された。
- テレビ朝日系『musicる TV』2013年11月度オープニングテーマ
- 新潟総合テレビ『スマイル スタジアム』2013年12月度エンディングテーマ

## シングル収録トラック
| #         | タイトル                      | 作詞                   | 作曲                       | 編曲      | 時間  |
| --------- | ----------------------------- | ---------------------- | -------------------------- | --------- | ----- |
| 1.        | 「シャウト!!!」               | コバヤシユウジ、MEG.ME | コバヤシユウジ、加賀爪TADD | T-GREEN   | 3:31  |
| 2.        | 「I'd Ring」                  | SAKRA                  | SAKRA                      | SAKRA     | 5:14  |
| 3.        | 「シャウト!!!」(Instrumental) |                        |                            |           | 3:29  |
| 合計時間: | 合計時間:                     | 合計時間:              | 合計時間:                  | 合計時間: | 12:15 |

| #  | タイトル                      | 作詞 | 作曲・編曲 |
| -- | ----------------------------- | ---- | ---------- |
| 1. | 「シャウト!!!」(Music Video)  |      |            |
| 2. | 「シャウト!!!」(Dancing Ver.) |      |            |
| 3. | 「シャウト!!!」(MVメイキング) |      |            |
| 4. | 「おまけのシャウト!!!」       |      |            |

| #         | タイトル                   | 作詞                   | 作曲                       | 編曲           | 時間  |
| --------- | -------------------------- | ---------------------- | -------------------------- | -------------- | ----- |
| 1.        | 「シャウト!!!」            | コバヤシユウジ、MEG.ME | コバヤシユウジ、加賀爪TADD | T-GREEN        | 3:31  |
| 2.        | 「Only One」               | ハマサキユウジ         | ハマサキユウジ             | ハマサキユウジ | 3:28  |
| 3.        | 「Only One」(Instrumental) |                        |                            |                | 3:27  |
| 合計時間: | 合計時間:                  | 合計時間:              | 合計時間:                  | 合計時間:      | 10:17 |

| #  | タイトル                      | 作詞 | 作曲・編曲 |
| -- | ----------------------------- | ---- | ---------- |
| 1. | 「シャウト!!!」(Music Video)  |      |            |
| 2. | 「シャウト!!!」(Dancing Ver.) |      |            |
| 3. | 「シャウト!!!」(MVメイキング) |      |            |
| 4. | 「おまけのシャウト!!!」       |      |            |

| #         | タイトル                      | 作詞                   | 作曲                       | 編曲      | 時間  |
| --------- | ----------------------------- | ---------------------- | -------------------------- | --------- | ----- |
| 1.        | 「シャウト!!!」               | コバヤシユウジ、MEG.ME | コバヤシユウジ、加賀爪TADD | T-GREEN   | 3:31  |
| 2.        | 「I'd Ring」                  | SAKRA                  | SAKRA                      | SAKRA     | 5:14  |
| 3.        | 「シャウト!!!」(Instrumental) |                        |                            |           | 3:31  |
| 4.        | 「I'd Ring」(Instrumental)    |                        |                            |           | 5:13  |
| 合計時間: | 合計時間:                     | 合計時間:              | 合計時間:                  | 合計時間: | 17:30 |

| #  | タイトル        | 作詞                   | 作曲                       | 編曲    | 時間 |
| -- | --------------- | ---------------------- | -------------------------- | ------- | ---- |
| 1. | 「シャウト!!!」 | コバヤシユウジ、MEG.ME | コバヤシユウジ、加賀爪TADD | T-GREEN | 3:31 |
| 2. | 「I'd Ring」    | SAKRA                  | SAKRA                      | SAKRA   | 5:14 |